# セルゲイ・ウヴァーロフ

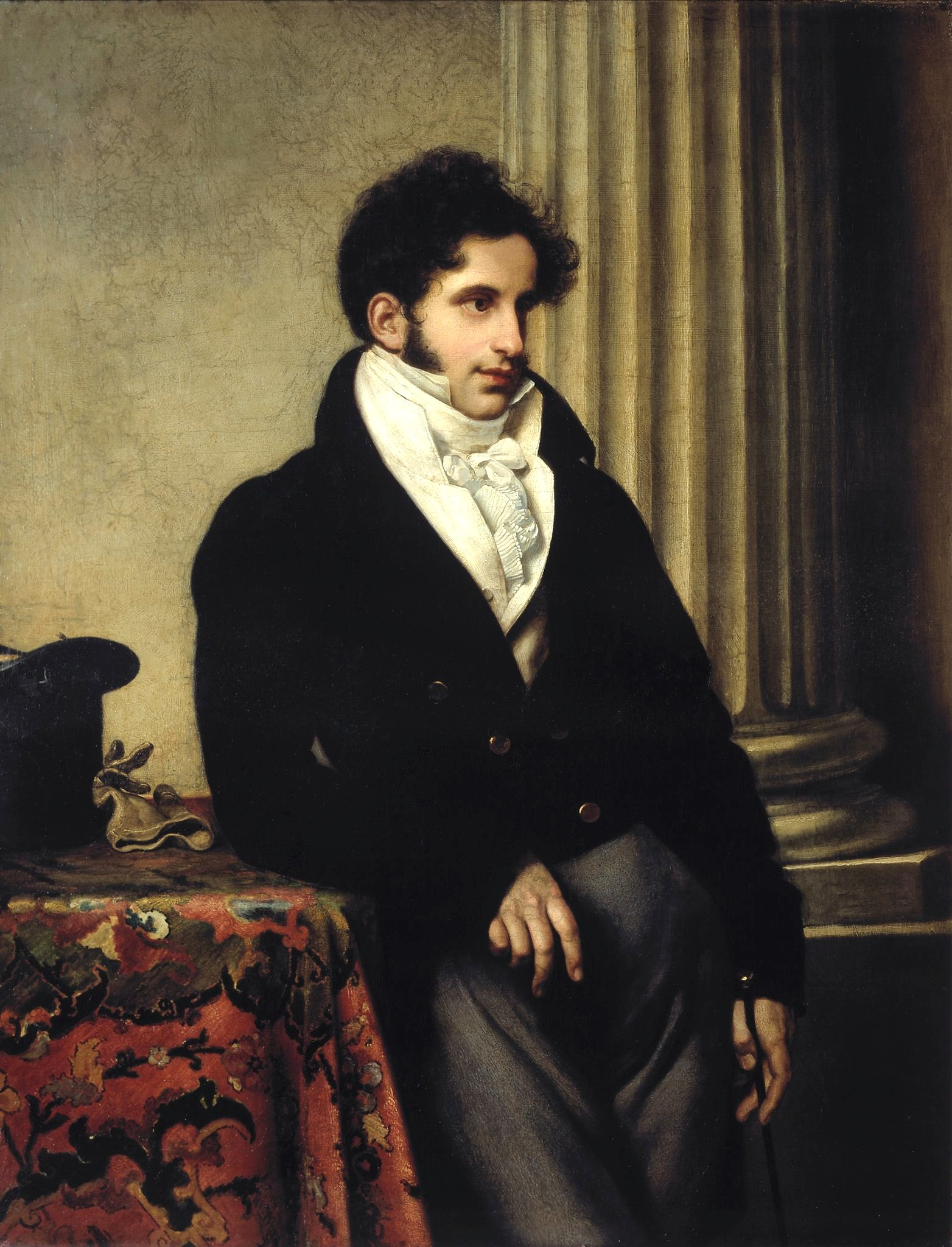
セルゲイ・ウヴァーロフ（オレスト・キプレンスキー画、1815年）

セルゲイ・セミョーノヴィチ・ウヴァーロフ（Sergey Semionovich Uvarov、ロシア語表記：Серге́й Семёнович Ува́ров、1786年9月5日 – 1855年9月4日）は、ロシアの古典学者、政治家である。

## 略歴
モスクワに生まれた。当時、権力を持っていたラズモフスキー家の娘と結婚することにより、ロシアのエカチェリーナ2世の寵臣となった。古代ギリシャ文学や考古学に関する多くの著作を行い、ヨーロッパで高い評価を得た。保守的な思想の持ち主であったが、アレクサンダー・フォン・フンボルト、アンヌ・ルイーズ・ジェルメーヌ・ド・スタール、ヨハン・ヴォルフガング・フォン・ゲーテ、シャルル・ジョゼフ・ド・リーニュ、ニコライ・カラムジン、ヴァシーリー・ジュコーフスキーらと交際した。1811年から1822年の間、サンクトペテルブルクで研究を行った。
1832年に教育副大臣に任命され、1833年に義理の父親の後を継いで教育大臣に任命され、1849年まで務めた。ニコライ1世が推進した「正教会・専制・国民性」のイデオローグでもあり、「大学にプガチョフはいない」と断言して上流階級出身でない人々の教育の機会を制限し、大学や高校に対する政府のコントロールを強めるなどの強権的施策を行ったが、ロシアの科学者の海外派遣を再開するなど、教育の質の向上に功績を残した。
1811年にロシア科学アカデミーの会員に選ばれ、1818年から死ぬまでアカデミーの会長を務めた。鉱物コレクターだった事が縁となり、鉱物・灰クロム柘榴石（ウヴァロヴァイト、Uvarovite）に命名された。
アレクセイ・ラズモフスキー伯爵の娘でエリザヴェータ・アレクセーエヴナの侍女を務めたエカチェリーナ（1781年—1849年）との間に1男3女をもうけた。彼の息子アレクセイ・ウヴァーロフはロシア考古学会とモスクワのロシア国立歴史博物館の創立者の一人にして初代館長である。アレクセイの子孫はロシア革命後に亡命し、ウヴァーロフ伯爵家のコレクションはソ連当局により没収の上分割されて今日に至っている。モスクワで死去。

## 著書
- "Essay on the Mysteries of Eleusis", (1786年から1855年の間のセルゲイ・ウヴァーロフの筆名"Ouvaroff, M."で出版され、 J. D. Priceによりフランスから英語に翻訳され1817年にイギリスで出版された。
- "Projet d'une Académie Asiatique," in Études de philologie et de critique. 2nd ed. (Paris: Didot Frères, 1845年)